# فولفغانغ كراوس
فولفغانغ كراوس (بالألمانية: Wolfgang Kraus)‏ (و. 1953 – م) هو لاعب كرة قدم، من ألمانيا، ولد في فرانكفورت.

## روابط خارجية
- فولفغانغ كراوس على موقع قاعدة بيانات كرة القدم.إي يو (الإنجليزية)
- فولفغانغ كراوس على موقع بيانات كرة القدم. دي إي (الألمانية)
- فولفغانغ كراوس على موقع عالم كرة القدم.نت (الإنجليزية)